# Test d'évaluation de chinois
Pour les articles homonymes, voir HSK.

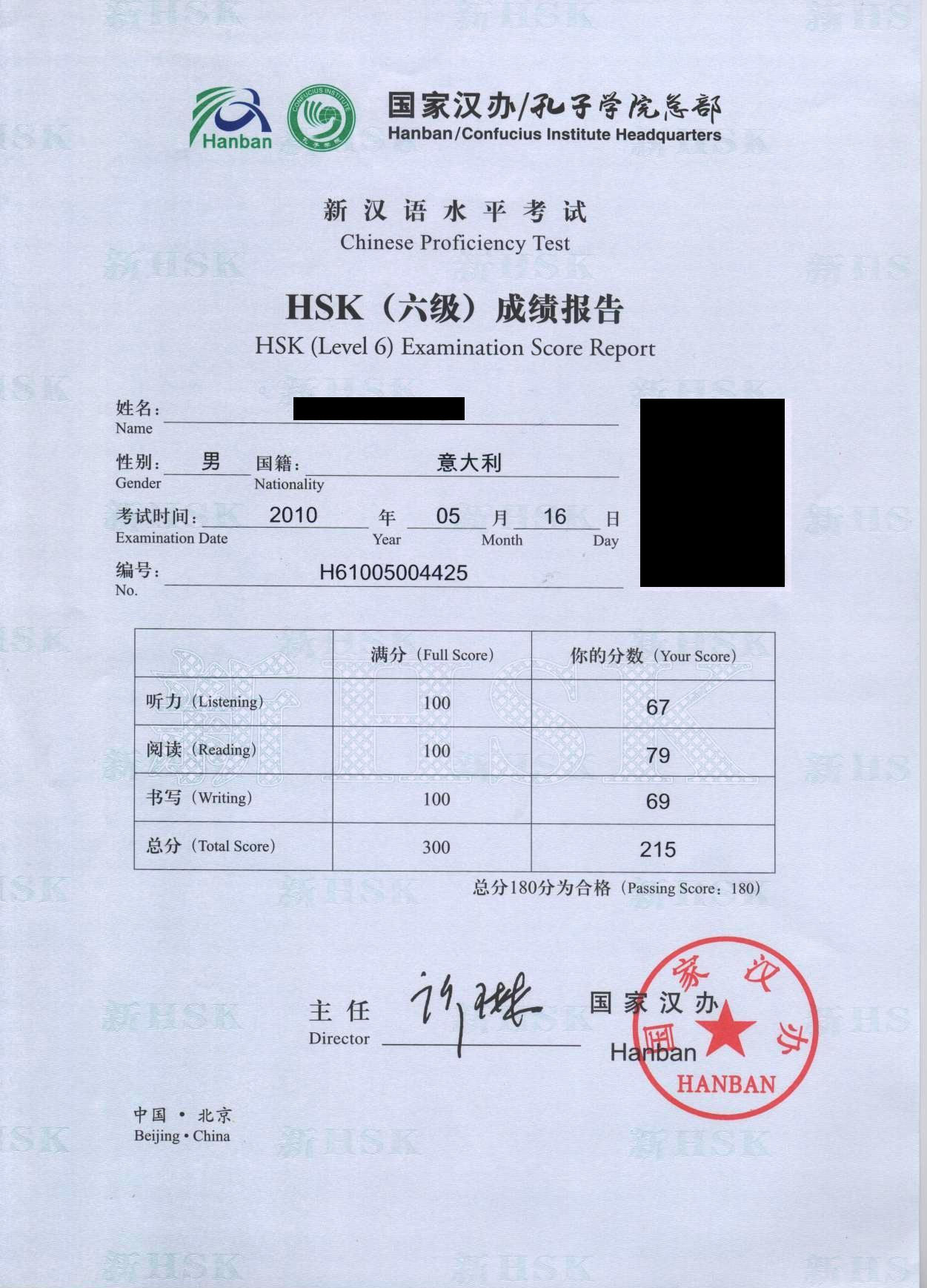
Une certification HSK

Le test d'évaluation de chinois ou Hanyu Shuiping Kaoshi (chinois simplifié : 汉语水平考试 ; chinois traditionnel : 漢語水平考試 ; pinyin : hànyǔ shuǐpíng kǎoshì), en abrégé HSK, est le seul test normalisé de la République populaire de Chine pour tester les compétences linguistiques en mandarin des personnes ne l'ayant pas comme langue maternelle, à savoir les étudiants étrangers, les Chinois d'outre-mer et les membres des minorités ethniques de Chine. Il est également connu sous le nom de « test d'évaluation du chinois » ou de « TOEFL chinois ».

## Historique
Cet examen de chinois mandarin est organisé par Hanban, une institution publique rattachée au ministère de l'Éducation de la République populaire de Chine.
Le nom du test juxtapose trois noms communs chinois courants :
- 汉语, hànyǔ, « chinois » ;
- 水平, shuǐpíng, « niveau » ;
- 考试, kǎoshì, « examen, épreuve » ;

qui figurent respectivement au niveau 1, au niveau 3 et au niveau 2 du HSK 2.0.

## Structure du test

### Version actuelle depuis 2021
La version 3.0 du HSK est introduite officiellement le 1er juillet 2021. Les premiers tests auront lieu dans 3 à 5 ans. Le HSK sera divisé en 3 grandes parties et en 9 niveaux.
| Niveaux       | Niveaux | Syllabes    | Caractères (en lecture) | Caractères (en écriture) | Mots          | Grammaire  |
| ------------- | ------- | ----------- | ----------------------- | ------------------------ | ------------- | ---------- |
| Débutant      | 1       | 269 (+269)  | 300 (+300)              | 300 (+300)               | 500 (+500)    | 48 (+48)   |
| Débutant      | 2       | 468 (+199)  | 600 (+300)              | 300 (+300)               | 1272 (+772)   | 129 (+81)  |
| Débutant      | 3       | 608 (+140)  | 900 (+300)              | 300 (+300)               | 2245 (+973)   | 210 (+81)  |
| Intermédiaire | 4       | 724 (+116)  | 1200 (+300)             | 700 (+400)               | 3245 (+1000)  | 286 (+76)  |
| Intermédiaire | 5       | 822 (+98)   | 1500 (+300)             | 700 (+400)               | 4316 (+1071)  | 357 (+71)  |
| Intermédiaire | 6       | 908 (+86)   | 1800 (+300)             | 700 (+400)               | 5456 (+1140)  | 424 (+67)  |
| Avancé        | 7-9     | 1110 (+202) | 3000 (+1200)            | 1200 (+500)              | 11092 (+5636) | 572 (+148) |
| Total         | Total   | 1110        | 3000                    | 1200                     | 11092         | 572        |

### Version 2010 - 2021
La version 2.0 du HSK a été introduite entre novembre 2009 et mars 2010. La dernière mise à jour des listes de vocabulaire date de 2012. Ces listes de vocabulaire sont disponibles en téléchargement sur le site de Hanban ou celui de HSK Academy qui les reproduit traduites en anglais et français. Il existe désormais six niveaux à l'écrit et 3 à l'oral. Une correspondance avec les niveaux du Cadre européen commun de référence pour les langues (CECR) a été proposée sur le site du HSK, mais de nombreux enseignants de chinois s'accordent pour dire que le niveau réel est moins élevé que celui annoncé. 
| Niveau HSK écrit | Niveau HSK oral | Vocabulaire requis | CECR annoncé Hanban | CECR corrigé (Bellassen 2011) | CECR corrigé(Allemagne) | CECR corrigé (Italie) |
| ---------------- | --------------- | ------------------ | ------------------- | ----------------------------- | ----------------------- | --------------------- |
| 1                | Élémentaire     | 150                | A1                  | –                             | –                       | -                     |
| 2                | Élémentaire     | 300                | A2                  | A1.1                          | A1.1                    | -                     |
| 3                | Intermédiaire   | 625                | B1                  | A1-A2                         | A1                      | A1.1 à A1.2           |
| 4                | Intermédiaire   | 1 200              | B2                  | A2                            | A2                      | A1+ à A2              |
| 5                | Avancé          | 2 500              | C1                  | B1-B2                         | B1-B2                   | A2+ à B1              |
| 6                | Avancé          | + de 5 000         | C2                  | B2-C1                         | B2                      | B1+ à B2              |

Les compétences attendues selon les niveaux sont les suivantes :
1. Comprendre et savoir utiliser des mots et phrases très simples, pour répondre à des besoins ponctuels de communication et posséder la capacité d'apprendre davantage.
2. Capable de communiquer en situation et simplement à propos des sujets familiers ou quotidiens. Bonne maîtrise du chinois élémentaire.
3. Capable de mener à bien des communications dans la vie courante, les études et le cadre professionnel. Pouvoir se débrouiller dans le voyage touristique.
4. Capable de discuter couramment à propos de sujets de domaines divers.
5. Lire couramment la presse, suivre un film ou une émission télévisée, prononcer un discours structuré.
6. Comprendre aisément les informations entendues ou lues, s'exprimer facilement à l'oral ou à l'écrit.

Il existe également un équivalent au HSK pour les enfants de moins de 15 ans : le YCT (Youth Chinese Test) et un équivalent commercial : le BCT (Business Chinese Test) qui comporte 3 niveaux de compétences.
Il est possible de passer le HSK dans des centres d'examens comme l'institut Confucius et chinafi (sur Aix-Marseille-Provence).